# Františka Plamínková
Františka Faustina Plamínková, född 5 februari 1875 i Prag, död 30 juni 1942, var en tjeckisk lärare och politiker, som räknas som den tjeckiska feminismens grundläggare.
Plamínková grundade 1901 Prags kvinnoklubb och 1905 kommittén för kvinnlig rösträtt, vilka var feministiska organisationer av starkt nationalistisk karaktär. Hon valdes 1923 till den första ordföranden i tjeckiska kvinnorådet och var även vice ordförande i International Council of Women.